# Karl Ridderbusch
Karl Ridderbusch (* 29. Mai 1932 in Recklinghausen; † 21. Juni 1997 in Wels, Österreich) war ein deutscher Opernsänger (Bass). Er wirkte an allen berühmten Opernhäusern Europas und war Kammersänger an der Wiener Staatsoper.

## Leben
Ridderbusch wollte zunächst Ingenieur im Betrieb seines Vaters werden. Er wurde bei einem Sängerwettbewerb in Düsseldorf von Rudolf Schock entdeckt, der auch seine Gesangsausbildung mitfinanzierte. Von 1955 an studierte er am Duisburger Konservatorium, von 1957 bis 1961 an der Folkwangschule in Essen bei Clemens Kaiser-Breme.
Karl Ridderbusch feierte sein Debüt 1961 in Münster. Von 1963 bis 1965 war er ständiges Mitglied des Essener Ensembles. Während dieses dreijährigen Engagements übernahm er die großen Opernrollen aus den Werken von Wagner, Strauß und Verdi, die ihm schnell zu beachtlichem Ruhm verhalfen. 1965 wurde er Mitglied der Deutschen Oper am Rhein in Düsseldorf und Duisburg (Sparafucile, Boris Godunow, Hunding). 1967 debütierte er in Bayreuth, von wo seine internationale Karriere ihren Ausgang nahm. Bis 1977, als er im Streit mit der Festspielleitung aus Bayreuth schied, sang er am Grünen Hügel alle bedeutenden Rollen seines Faches, u. a. Heinrich den Vogler, Hans Sachs, König Marke, Hagen, Daland und Hunding, aber auch kleinere Partien wie Titurel, Fasolt, Fafner und Pogner.
An anderen Häusern verkörperte er auch den Ochs auf Lerchenau, Monteverdis Seneca, Donizettis Henry VIII., Verdis und Nicolais Falstaff, Flotows Plumkett, Cornelius’ Barbier von Bagdad, Kardinal Madruscht in Palestrina und sang zahlreiche Oratorien von Bach und Bruckner. Er war Stammgast in allen großen Opernhäusern der Welt: La Scala (Mailand, Debüt 1966), Metropolitan Opera (New York, ab 1967), Wiener Staatsoper (ab 1968, Kammersänger seit 1978), Royal Opera House Covent Garden (London, ab 1971), Paris (seit 1967), des Weiteren in Buenos Aires, Moskau, München, Berlin, Hamburg und bei den Salzburger Osterfestspielen (ab 1968). Hier verbuchte er große Erfolge u. a. mit namhaften Dirigenten wie Leonard Bernstein, Carlos Kleiber, Karl Böhm, Aram Chatschaturjan und Wolfgang Sawallisch. 1978 wurde ihm von der Wiener Staatsoper der Titel „Kammersänger“ verliehen. Es gibt von ihm über 50 Schallplattenaufnahmen aus Oper und Konzert.

## Erfolge
Karl Ridderbusch verfügte über eine volltönende Stimme von höchster Ausdruckskraft gepaart mit technischer Versiertheit; sie umfasste ganze zwei Oktaven und machte ihn zu einem der berühmtesten Vokalisten seiner Zeit. Im Opernhaus durchdrang seine Stimme mühelos das kraftvollste Orchester, mit großer Brillanz behauptete er seinen Belcanto-gleichen Klang selbst bei lauten Passagen. Zusätzlich zu seiner musikalischen Finesse machte der kräftig gebaute Sänger auf der Opernbühne einen imposanten Eindruck. Zu seinen bedeutendsten Rollen zählen der Ochs im Rosenkavalier, der Hunding in der Walküre oder Hagen in der Götterdämmerung. Ridderbusch war jedoch auch der leichten Muse nicht verschlossen und sang gerne Operetten und Volkslieder, wodurch er beim breiten Publikum bekannt wurde.
Karl Ridderbusch war mit einer Österreicherin aus Wels verheiratet. Er starb an einem schweren Herzleiden und Leberversagen im Alter von 65 Jahren, nachdem er einen Tag vorher aus dem Welser Krankenhaus nach Hause zurückgekehrt war.

## Aufnahmen (Auswahl)
- Ludwig van Beethoven Sinfonie Nr. 9 d-moll op. 125, Wiener Philharmoniker, Dirigent: Karl Böhm, 1970
- Ludwig van Beethoven Leonore (Rocco), Staatskapelle Dresden, Dirigent: Herbert Blomstedt, 1977
- Peter Cornelius Der Barbier von Bagdad (Abul Hassan), Münchner Rundfunkorchester, Dirigent: Heinrich Hollreiser, 1973
- Wolfgang Amadeus Mozart Requiem (Bass), Wiener Philharmoniker, Dirigent: Karl Böhm, 1971
- Hans Pfitzer Palestrina (Papst Pius IV.), Symphonieorchester des Bayerischens Rundfunks, Dirigent: Rafael Kubelik, 1989
- Giuseppe Verdi Macbeth (Fleanzio), Wiener Philharmoniker, Dirigent: Karl Böhm, 1970
- Richard Wagner Der fliegende Holländer (Daland), Orchester der Mailänder Scala, Dirigent: Wolfgang Sawallisch, 1970
- Richard Wagner Lohengrin (König Heinrich), Orchester der Bayreuther Festspiele, Dirigent: Rudolf Kempe, 1968
- Richard Wagner Lohengrin (König Heinrich), Symphonie-Orchester des Bayerischen Rundfunks, Dirigent: Rafael Kubelik, 1982
- Richard Wagner Die Meistersinger von Nürnberg (Veit Pogner), Orchester der Bayreuther Festspiele, Dirigent: Karl Böhm, 1968
- Richard Wagner Tristan und Isolde (König Marke), Berliner Philharmoniker, Dirigent: Herbert von Karajan, 1972
- Richard Wagner Der Ring des Nibelungen (Fafner, Hagen), Berliner Philharmoniker, Dirigent: Herbert von Karajan, 1966–1970
- Richard Wagner Parsifal (Titurel), Orchester der Bayreuther Festspiele, Dirigent: Pierre Boulez, 1970
- Carl Maria von Weber Der Freischütz (Kaspar), Wiener Philharmoniker, Dirigent: Karl Böhm, 1972

## Auszeichnungen
- 1967: Förderpreis des Landes Nordrhein-Westfalen für Musik
- 1982: Verdienstkreuz 1. Klasse der Bundesrepublik Deutschland